# Maytenus microcarpa
Maytenus microcarpa är en benvedsväxtart som beskrevs av Fawcett och Rendle. Maytenus microcarpa ingår i släktet Maytenus och familjen Celastraceae. Inga underarter finns listade.